# Суюнов, Джанибек Юнусович
Джанибек Юнусович Суюнов (род. 20 мая 1957, Эркен-Юрт, Карачаево-Черкесская Республика) — государственный деятель, член Совета Федерации. Заместитель Председателя Правительства Карачаево-Черкесской Республики.

## Биография
Образование: Ставропольский Ордена Трудового Красного знамени сельскохозяйственный институт, 1983 г., Специальность «агрономия»,
Ставропольский государственный университет, 2001 г. Специальность «юриспруденция»

### Политическая карьера
1983—1986 — инструктор Адыге-Хабльского райкома КПСС
1986—1989 — секретарь партийного комитета совхоза «Икон-Халкский»
1989—2000 — директор совхоза «Эркин-Юртский»
2000—2003 — председатель Народного Собрания (Парламента) Карачаево-Черкесской Республики
Член Совета Федерации Федерального Собрания Российской Федерации от Карачаево-Черкесской Республики с февраля 2000 по ноябрь 2001, председатель Народного Собрания (Парламента) Карачаево-Черкесской Республики.
С февраля 2000 — член Комитета СФ по конституционному законодательству и судебно-правовым вопросам.
2003—2004 — заместитель Председателя Правительства Карачаево-Черкесской Республики
2004—2004 — руководитель Аппарата Правительства Карачаево-Черкесской Республики-Министр Карачаево-Черкесской Республики
2004—2005 — заместитель Руководителя Администрации Президента Карачаево-Черкесской Республики
2005- по н.вр. — заместитель Председателя Правительства Карачаево-Черкесской Республики